# Mojsej Fischbejn
Mojsej Abramowitsch Fischbejn (ukrainisch Мойсей Абрамович Фішбейн, russisch Моисей Абрамович Фишбейн; * 1. Dezember 1946 in Czernowitz, Ukrainische Sozialistische Sowjetrepublik; † 26. Mai 2020 in Kiew) war ein ukrainischer Dichter und Übersetzer jüdischer Herkunft.

## Leben
Fischbejn schloss 1976 das Studium am Pädagogischen Institut in Kiew (Fakultät für Philologie) ab.
Die erste Veröffentlichung des Gedichtes „Tjoploe Dychanie“ (dt. „Warmer Atem“) erschien im Dezember 1970 in der Literaturzeitschrift „Vitčyzna“ (dt. „Vaterland“).
Seine Gedichte übergab sein Freund, der ukrainische Dichter Nikolai Baschan, der als Erster auf seine Werke aufmerksam wurde und später den Dichter unterstützte, an die Redaktion. Er schrieb die Einleitung zu seinem ersten Sammelband „Jambowe Kolo“ (dt. „Jamber Kreis“), Verlag „Molod“ 1974. Fischbejn arbeitete in der Chefredaktion der ukrainischen Sowjet-Enzyklopädie und als literarischer Sekretär von Baschan (1974–1975).
Im Jahre 1979 emigrierte Fischbejn nach Israel. Fischbejn arbeitete von 1980 bis 1981 als Korrespondent von der ukrainischsprachigen literarischen und politischen Zeitschrift „Sutschasnist’“ (dt. „Gegenwart“), die von der ukrainischen Diaspora in den USA und Westdeutschland herausgegeben wurde (jetzt in Kiew).
Ab 1982 lebte Mojsej Fischbejn in Deutschland. Von 1982 bis 1995 arbeitete Fischbejn mit der ukrainischen und russischen Redaktion von Radio „Swoboda“ (Radio Free Europe) als Korrespondent, Kommentator und Redakteur zusammen.
Im Jahr 1984 wurde in New York sein Buch „Zbirka bez nazvy“ (dt. „Sammelband ohne Name“) herausgegeben. Das Buch besteht aus 3 Teilen: 28 originelle Gedichte, eine Sammlung von Kindergedichten und umfangreiche Übersetzungen aus dem Französischen (Charles Baudelaire), Deutschen (Heinrich Heine, Rainer Maria Rilke, Georg Trakl, Hugo von Hofmannsthal, Paul Celan, Hans Carl Artmann und andere), Hebräischen (Yehuda Halevi, Chaim Nachman Bialik, Manfred Winkler), aus dem Jiddischen (Meyer Harats), Russischen (Maximilian Woloschin, Alexander Twardowski), Spanischen und anderen Sprachen.
Im Jahr 1989 wurden in der Ukraine nach zehnjähriger Pause Publikationen von Fischbejn veröffentlicht: Artikel, Interviews, Übersetzungen, Prosa. Insbesondere in der Literaturzeitschrift „Vsesvit“ (dt. „Universum“), 1989 Nr. 9.
Im Jahr 1989 unterstützte und organisierte Fischbejn eine Kinderreise für die Opfer der Tschernobyl-Katastrophe nach Israel, die im Januar 1990 stattfand. Gleich danach unterstützte er eine zweite Reise für die Kinder nach Landshut (Bundesrepublik Deutschland). Der Verlag „Veselka“ (dt. „Regenbogen“) hat 1990 sein Buch mit den Kindergedichten mit parallelen Übersetzungen von Ukrainisch in Jiddisch herausgegeben.
Im Jahr 2003 kehrte Fischbejn in die Ukraine zurück. Er war Mitglied des ukrainischen PEN-Clubs und der Nationalen Union ukrainischer Dichter.
In seinem Blog nahm Mojsej Fischbejn mehrmals positiv Stellung zu der ukrainischen nationalistischen Bewegung der 1940er und 1950er Jahre Ukrainische Aufständische Armee (UPA), er publizierte die Erinnerungen von Stella Krenzbach (scheinbar fiktive jüdische Frau, die angeblich an der UPA teilnahm).

## Werke
- Jambowe Kolo. (dt. „Jamber Kreis“). Ausgabe von „Molod’“, Kyjiw 1974.
- Zbirka bez nazvy. (dt. „Sammelband ohne Name“). Ausgabe von „Sučasnist’“, New York 1984.
- Dywnyj Sad. (dt. „Zauberhafte Garten“). Ausgabe von „Veselka“, Kyjiw 1991.
- Apokryf. Ausgabe von „Dowira“, Kyjiw 1996.
- Rosporoscheni Tini. (dt. Aufgewühlte Schatten). Ausgabe von „Kal’warija“, Lwiw 2001.
- Aferyzmy. Ausgabe von „Fakt“, Kyjiw 2003.
- Rannij raj. (dt. „Frühere Paradies“). Ausgabe von „Fakt“, Kyjiw 2006.
- Prorok. „Lybid’“, Kyjiw 2017.

## Übersetzung
- Rainer Maria Rilke, 100 Gedichte in der Übersetzung von Mojsej Fischbejn. „Lybid’“, Kyjiw 2012.

## Ehrungen
Mojsej Fischbejn wurde 2006 mit dem Orden des Fürsten Jaroslaw des Weisen 5. Klasse und mit dem Orden „Svjatoho ravnoapostolnoho Knjazja Wladimira“ (dt. „des Heiligen und Apostelgleichen Fürsten Wladimir“) geehrt.
Fischbejn ist auch Preisträger des Preises der Zeitschrift „Sučasnist“ (dt. „Gegenwart“) und des Wasyl-Stus-Preises.